# Songs of Jamaica
Songs of Jamaica – tomik wierszy jamajskiego poety i pisarza, autora powieści Home to Harlem z 1928, Claude’a McKaya, opublikowany w 1912. Tomik jest napisany w języku jamajskim, czyli specyficznej odmianie angielskiego. Zawiera między innymi utwory Hard Times i My Native Land, My Home.